# Bragasellus escolai
Bragasellus escolai és una espècie de crustaci isòpode pertanyent a la família dels asèl·lids.

## Etimologia
El seu nom científic honora la figura d'Oleguer Escolà.

## Distribució geogràfica
Es troba a la península Ibèrica: la Cueva del Triángulo o Cueva Calderón (Velilla del Río Carrión, Palència, l'Estat espanyol) i Portugal.